# Matten bei Interlaken
Matten bei Interlaken (kurz «Matten») ist eine politische Gemeinde im Verwaltungskreis Interlaken-Oberhasli des Kantons Bern in der Schweiz.
Unter dem Namen Matten existiert neben der Einwohnergemeinde eine Burgergemeinde.

## Ortsname
Matten ist ein ursprünglicher Flurname, er geht zurück auf das althochdeutsche Gattungswort matta- (Matte, Mähwiese).

## Geographie
Matten bei Interlaken liegt im Berner Oberland in den Alpen, auf der von Thunersee und Brienzersee gebildeten Schwemmebene, welche «Bödeli» genannt wird. Die Nachbargemeinden von Norden beginnend im Uhrzeigersinn sind Interlaken, Bönigen, Gsteigwiler, Wilderswil und Därligen. Im Westen grenzt Matten an den Ausläufer des Abendberggrates, den grossen und kleinen Rugen. Im Süden stellt ein Teil des Aenderberges eine Enklave des Gemeindegebietes Matten dar. Die Ortschaften Matten, Unterseen und Interlaken bilden zusammen ein geschlossenes Siedlungsgebiet.
Matten bei Interlaken gehört zur Kirchgemeinde Gsteig bei Interlaken.

## Geschichte
Im siebten Jahrhundert n. Chr. besiedelten erstmals Alemannen das heutige Gemeindegebiet und verdrängten die bereits anwesenden Kelten in die umliegenden Täler. Erstmals wurde der Ort, als inter lacus Madon, am 8. November 1133 in einem Schirmbrief des deutschen Kaisers Lothar III. urkundlich genannt. Es ist bekannt, dass sich viele Mattner als Söldner in fremde Dienste verpflichteten.
Als Meilenstein in der Geschichte dieser Ortschaft kann das 1805 erstmals ausgetragene Unspunnenfest angesehen werden.
Vom im 19. Jahrhundert aufkommenden Tourismus im Berner Oberland profitierte auch Matten, so entstanden die Grandhotels «Jungfraublick» (1863) und «Mattenhof» (1870). Letzteres diente im Zweiten Weltkrieg als Militärspital.
Während des Zweiten Weltkrieges wurde auf dem Gemeindegebiet mit dem Flugplatz Interlaken ein Militärflugplatz errichtet. Dazu wurde ein grosses Stück Land im Südosten der Gemeinde entwässert. Heute hat dieses Gebiet keine militärische Bedeutung mehr. Die grossen Flächen werden vor allem für die Viehwirtschaft verwendet. Es finden zudem vermehrt grosse Veranstaltungen auf diesem flachen Territorium statt. Nennenswert ist das Country- und Trucker-Festival oder das Greenfield Festival. Ebenfalls auf dem Gebiet des Flugplatzes wurde der Mystery Park (seit 2010 JungfrauPark) errichtet.

## Politik
Legislative ist die Gemeindeversammlung, Exekutive der Gemeinderat mit 7 Mitgliedern. Gemeindepräsidentin ist Lisa Randazzo-Anneler (SP); sie gibt bei Stimmengleichstand den Stichentscheid. Alle Behördenmitglieder sind nebenamtlich tätig.

## Bevölkerung
| Bevölkerungsentwicklung | Bevölkerungsentwicklung | Bevölkerungsentwicklung | Bevölkerungsentwicklung | Bevölkerungsentwicklung | Bevölkerungsentwicklung | Bevölkerungsentwicklung | Bevölkerungsentwicklung | Bevölkerungsentwicklung | Bevölkerungsentwicklung | Bevölkerungsentwicklung | Bevölkerungsentwicklung | Bevölkerungsentwicklung | Bevölkerungsentwicklung |
| ----------------------- | ----------------------- | ----------------------- | ----------------------- | ----------------------- | ----------------------- | ----------------------- | ----------------------- | ----------------------- | ----------------------- | ----------------------- | ----------------------- | ----------------------- | ----------------------- |
| Jahr                    | 1764                    | 1850                    | 1880                    | 1900                    | 1930                    | 1950                    | 1980                    | 1990                    | 2000                    | 2010                    | 2015                    | 2019                    | 2023                    |
| Einwohner               | 372                     | 795                     | 1'357                   | 1'602                   | 1'813                   | 2'183                   | 2'936                   | 3'245                   | 3'671                   | 3'781                   | 3'916                   | 4'115                   | 4'195                   |

## Wirtschaft
Durch das Zusammenwachsen der Gemeinden Unterseen, Interlaken und Matten sind die Gemeinden auch wirtschaftlich eng miteinander verbunden. Der Tourismus spielt für die Gemeinden eine wichtige Rolle. In Matten befindet sich die bei Rucksacktouristen bekannte Balmers Herberge. Die auf Mattener Boden stehenden Tell-Freilichtspiele locken im Sommer Tausende von Touristen an.
Mit dem Mystery Park entstand auf Mattener Boden eine weitere Tourismusattraktion.
Mit der Schliessung des Militärflugplatzes gingen der Gemeinde Matten, aber auch dem gesamten Bödeli wertvolle Arbeitsplätze verloren.
Obwohl das Dorfbild auch heute noch landwirtschaftlich geprägt ist, beschäftigen sich nur noch 4 % der erwerbstätigen Bevölkerung in der Landwirtschaft.
Matten bei Interlaken ist der Sitz der Brauerei Rugenbräu.

## Sehenswürdigkeiten
- Eiger, Mönch und Jungfrau, die zum UNESCO-Weltnaturerbe Schweizer Alpen Jungfrau-Aletsch gehören
- Thunersee und Brienzersee
- Tell-Freilichtspiele
- Kunsteisbahn
- Rundweg um den kleinen Rugen
- Die Schynige Platte (mit der Schynige Platte-Bahn) bietet eine schöne Aussicht auf Interlaken und die umliegenden Berge.
- ebenso die Harder Kulm mit der Harderbahn
- Jungfraupark
- Greenfield Festival
- Country- und Trucker-Festival

## Persönlichkeiten
- Johann Adam Gabler (1833–1888), Fotograf und Gründer eines Fotografiegeschäfts
- Emma Balmer (1884–1964), Mundartschriftstellerin
- René Schafer (* 1953), Musiker, Komponist und Arrangeur